# Therinia diffissa
Therinia diffissa is een vlinder uit de familie nachtpauwogen (Saturniidae), onderfamilie Oxyteninae.
De wetenschappelijke naam van de soort is voor het eerst geldig gepubliceerd door Jordan in 1924.